# Sideroxylon grandiflorum
Дерево додо (Sideroxylon grandiflorum) — вид рослин родини Сапотові.

## Будова
Плід схожий на персик. Його насіння має щільну оболонку.

## Життєвий цикл
Через міцну шкарлупу плодів, насіння не проростає у природних умовах, що призвело до загрози вимирання виду. У 1970-х роках залишилося лише 13 особин цього дерева віком більше 300 років. Дослідник Стенлі Темпл англ. Stanley Temple припустив, що насіння могло готуватися до проростання, проходячи травну систему вимерлих з 1690 року птахів додо. Звідси походить популярна назва рослини — «Дерево додо». Науковець намагався запустити механізм проростання, годуючи плодами дерева індиків. Під час експерименту 3 з 17 насінин проросли.
Пізніше гіпотезу Темпла ставили під сумнів, називаючи її міфом. Подальші дослідження виявили ніби-то насіння проростає і без допомоги птахів (Witmer & Cheke 1991), що на острові лишилося не 13 особин а кілька сотень, що зменшення кількості дерев стало наслідком вирубки лісів, що розповсюджувачами насіння могли бути і інші тварини.

## Поширення та середовище існування
Зростає на острові Реюньйон та Республіці Маврикій.

## Галерея

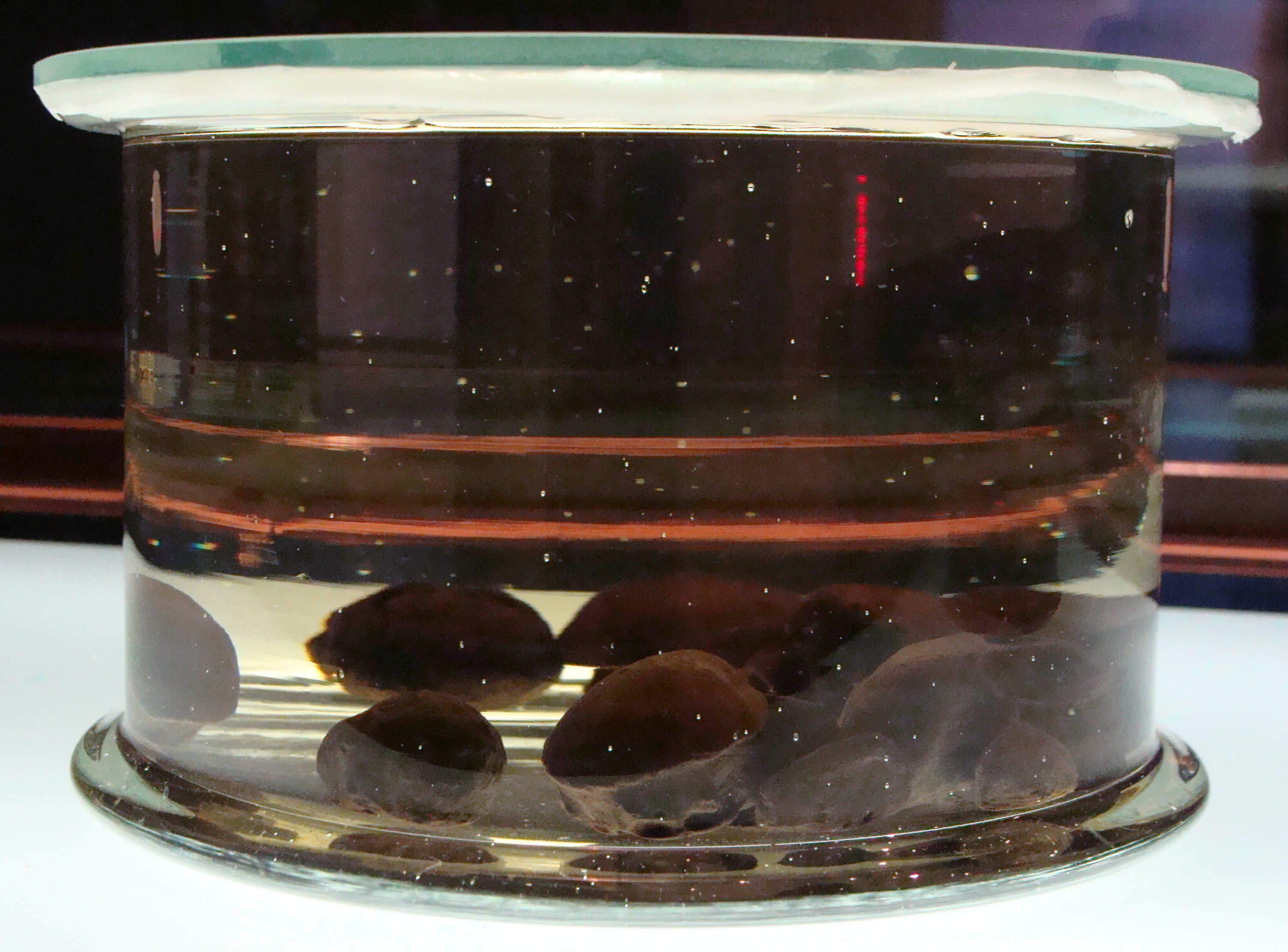
Насіння дерева в Центрі біорізноманіття «Натураліс»